# Carlos Amarilla
Carlos Arecio Amarilla Demarqui (Assunção, 26 de outubro de 1970) é um ex-árbitro de futebol e treinador pessoal paraguaio. Foi árbitro desde 1997 e, sua primeira partida internacional foi um jogo entre Uruguai e Equador. Apitou a final da Copa América de 2004, entre Brasil e Argentina.
Se tornou alvo de controvérsia em 2013 após apitar uma partida entre Corinthians e Boca Juniors onde o time brasileiro foi eliminado após uma série de erros de arbitragem. Nos anos seguintes, escutas telefônicas indicaram que Amarilla poderia ter favorecido o time argentino deliberadamente em um esquema envolvendo o então presidente da Associação do Futebol Argentino, Julio Grondona. O árbitro negou qualquer envolvimento.

## Controvérsias
Em uma das investidas contra a paranaense Edina López, mãe de seus três filhos, queimou-lhe o rosto com uma frigideira. Respondeu a processo, mas foi inocentado. Edina deu entrevista em 2015 para o programa CQC, da TV Bandeirantes, e disse ainda sofrer ameaças do ex-marido. 
Em 2006, na Copa do Mundo, teve atuação tendenciosa no jogo entre Tunísia e Ucrânia, favorecendo a equipe europeia. Por conta dessa atuação, foi impedido de atuar a partir das oitavas de final.
Em 2009, foi novamente acusado de vender arbitragens e enfrentou um processo no Tribunal de Justiça Desportiva.
Em 15 de maio de 2013, em partida válida pela fase final da Copa Libertadores da América, Amarilla e seus assistentes tiveram o trabalho contestado na partida entre Corinthians e Boca Juniors (1–1), na qual o time brasileiro acabou eliminado da competição.
Escutas telefônicas divulgadas em 2015 indicam que o árbitro poderia ter beneficiado o Boca Juniors deliberadamente num esquema envolvendo o então presidente da Associação do Futebol Argentino, Julio Grondona. Amarilla negou qualquer participação no esquema.
Após isso, Amarilla foi suspenso pela Federação Paraguaia de Futebol. Ele ficou proibido de apitar qualquer partida organizada pela entidade. A investigação sobre suposto favorecimento ao clube argentino não avançou, e Amarilla foi recolocado nos jogos da Federação Paraguaia. Mas Amarilla passou a ser quarto árbitro, pouco para quem tem o selo Fifa e era a principal referência no país. 